# 詹照
詹照（？—？），河南省光州直隸州商城縣人，清朝政治人物、同進士出身。
光緒二十四年（1898年），参加光緒戊戌科殿試，登進士三甲114名。同年五月，著交吏部掣签分发各省，以知县即用。